# Jan Wójcicki
Jan Ignacy Wójcicki (ur. 28 lipca 1904 w Warszawie, zm. 2 lutego 1998 tamże) – generał brygady Wojska Polskiego.

## Życiorys
Do 1919 skończył 5 klas warszawskiego gimnazjum, a w 1923 zdał maturę w Korpusie Kadetów Nr 2 w Modlinie i został podchorążym Szkoły Podchorążych Piechoty w Warszawie. W latach 1923–1925 był słuchaczem Oficerskiej Szkoły Artylerii w Toruniu. 2 października 1925 Prezydent RP Stanisław Wojciechowski mianował go podporucznikiem ze starszeństwem z 1 lipca 1925 roku i 4. lokatą w korpusie oficerów artylerii, a Minister Spraw Wojskowych generał dywizji Władysław Sikorski wcielił do 1 Pułku Artylerii Ciężkiej w Modlinie, w którym objął stanowisko dowódcy plutonu. Od 1927 porucznik i oficer zwiadu pułku, od 1928 oficer broni w sztabie pułku, od 1929 dowódca baterii. Z dniem 1 sierpnia 1929 został przeniesiony służbowo do 83 Pułku Piechoty w Kobryniu na stanowisko zastępcy dowódcy plutonu artylerii. Następnie dowodził tym plutonem a na przełomie 1932 i 1933 pełnił funkcję komendanta kursu podoficerów artylerii piechoty 30 Dywizji Piechoty. W latach 1933–1935 dowódca baterii w 10 Pułku Artylerii Ciężkiej w Przemyślu, po kursie w Centrum Wyszkolenia Artylerii w Toruniu został oficerem zwiadowczym pułku, a następnie dowódcą baterii szkolnej. Na stopień kapitana został mianowany ze starszeństwem z 1 stycznia 1936 i 64. lokatą w korpusie oficerów artylerii. Od 1937 pełnił służbę w Szkole Podchorążych Artylerii w Toruniu. W marcu 1939 zajmował w niej stanowisko instruktora terenoznawstwa i topografii artyleryjskiej I dywizjonu szkolnego.
W sierpniu 1939 został dowódcą baterii w 58 Dywizjonie Artylerii Lekkiej. 3 września 1939, gdy dywizjon i większa część dywizji zostały zniszczone przez korpus pancerny Guderiana pod Koronowem, Jan Wójcicki dostał się do niemieckiej niewoli koło Franciszkowa. Więziony w różnych oflagach do uwolnienia przez Amerykanów 2 maja 1945 z obozu w Lubece.
W grudniu 1945 wrócił do kraju i do służby w WP i został wykładowcą topografii w Oficerskiej Szkole Artylerii w Toruniu, a w lutym 1946 starszym wykładowcą w stopniu majora, a od grudnia 1946 – podpułkownika. Od maja 1947 zastępca dyrektora nauk, a od jesieni 1948 starszy pomocnik dyrektora nauk tej szkoły. W maju 1949 przeniesiony do nowo utworzonej Oficerskiej Szkoły Artylerii nr 2 w Olsztynie jako szef wydziału wyszkolenia i dyrektor Grupy Organizacyjno-Przygotowawczej. Od lata 1949 zastępca komendanta tej szkoły i dyrektor nauk. Od końca 1951 pułkownik, 1952-1953 p.o. komendanta szkoły, od jesieni 1956 zastępca komendanta ds. wyszkolenia i szef wydziału wyszkolenia, od lipca 1957 komendant. Do zakończenia służby wojskowej w 1967 był komendantem Oficerskiej Szkoły Uzbrojenia. Jesienią 1967 mianowany generałem brygady; nominację wręczył mu w Belwederze przewodniczący Rady Państwa PRL Edward Ochab. W sierpniu 1967 z powodu wieku został zwolniony do rezerwy, 20 listopada 1967 zdał obowiązki komendanta Oficerskiej Szkoły Uzbrojenia w Olsztynie, a 1 stycznia 1970 został przeniesiony w stan spoczynku. Był prezesem Zarządu Wojewódzkiego ZBoWiD w Olsztynie.

## Awanse
W trakcie wieloletniej służby w Wojsku Polskim otrzymywał awanse na kolejne stopnie wojskowe:
- podporucznik artylerii – 1925
- porucznik - 1927
- kapitan – 1936
- major – 1946
- podpułkownik – 1946
- pułkownik – 1951
- generał brygady – 1967

## Życie prywatne
Syn Władysława, urzędnika ZUS i Janiny Matyldy z Terlikowskich. Mieszkał w Olsztynie, a później w Warszawie. Był dwukrotnie żonaty. Druga żona Władysława Maria Borzęcka z domu Matczak (ur. 1906). Z pierwszego małżeństwa miał syna.

## Ordery i odznaczenia
- Krzyż Komandorski Orderu Odrodzenia Polski
- Krzyż Oficerski Orderu Odrodzenia Polski (1963)
- Krzyż Kawalerski Orderu Odrodzenia Polski (1958)
- Złoty Krzyż Zasługi (1947)
- Medal Dziesięciolecia Odzyskanej Niepodległości
- Medal za Długoletnią Służbę
- Srebrny Medal „Siły Zbrojne w Służbie Ojczyzny” (1956)
- Brązowy Medal „Za zasługi dla obronności kraju” (1966)
- Medal pamiątkowy „Za zasługi dla Warszawskiego Okręgu Wojskowego” (1970)[7]